# Mainzer Jakobinerklub

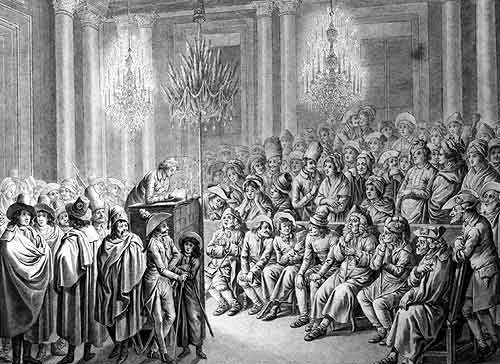
Versammlung des Mainzer Jakobinerklubs im Akademiesaal des kurfürstlichen Schlosses. Am Rednerpult vermutlich Georg Forster. Vor der Schranke sitzend die Mitglieder des Jakobinerklubs, dahinter Zuschauer und Besucher.

Der Mainzer Jakobinerklub wurde am 23. Oktober 1792 im Akademiesaal des Kurfürstlichen Schlosses in Mainz als Zusammenschluss deutscher Jakobiner gegründet. Der offizielle Gründungsname lautete Gesellschaft der Freunde der Freiheit und Gleichheit. Die Gründung erfolgte zwei Tage nach der Eroberung von Mainz durch französische Revolutionstruppen unter General Adam-Philippe de Custine. Vorbild des Mainzer Jakobinerklubs war die französische Gesellschaft der Freunde der Verfassung, die seit Dezember 1789 im Pariser Jakobinerkloster tagte und dadurch den geläufigen Namen Jakobinerklub bekam.
Der Mainzer Jakobinerklub gilt als erste demokratische Bewegung Deutschlands und war eine prägende politische Kraft der kurzlebigen Mainzer Republik. Mit knapp 500 Mitgliedern war er der größte der revolutionären Klubs, die 1792/93 während der französischen Besetzung Südwestdeutschlands gegründet wurden. Politisch waren die Mitglieder im Sinne der Ideale der Französischen Revolution bis zur endgültigen Auflösung im Mai 1793 aktiv.

## Vorgeschichte

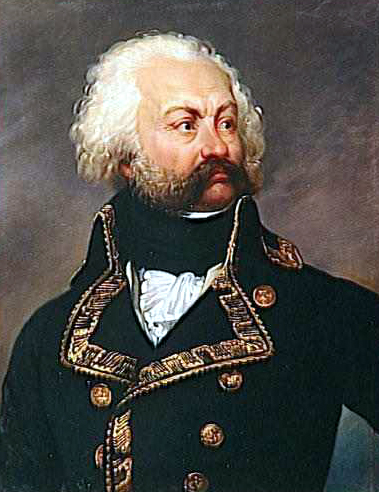
General Custine

Nach der ersten Phase der Französischen Revolution 1789 bis 1791 wurden auf dem Fürstentag im Mainzer Lustschloss Favorite (19. bis 21. Juli 1792) die politischen Weichen für Gegenmaßnahmen gestellt. Der gerade gekrönte Kaiser Franz II., der preußische König Friedrich Wilhelm II., der gastgebende Mainzer Kurfürst Friedrich Karl Joseph von Erthal sowie zahlreiche weitere Fürsten und Diplomaten beschlossen hier ein weiteres, auch militärisches, Vorgehen gegen das revolutionäre Frankreich. In der Folge kam es zum Ersten Koalitionskrieg. Nach der für Frankreich siegreichen Kanonade von Valmy am 20. September 1792 ging die französische Revolutionsarmee zum Gegenangriff über und eroberte unter General Adam-Philippe de Custine am 21. Oktober 1792 Mainz. Hier fand er bereits eine größere Anzahl von Bürgern vor, die mit den Ideen der Französischen Revolution sympathisierten. Dies waren zumeist Professoren und Studenten der Mainzer Universität aber auch Beamte der Kurfürstlichen Verwaltung.

## Mögliche Vorgängereinrichtungen des Mainzer Jakobinerklubs

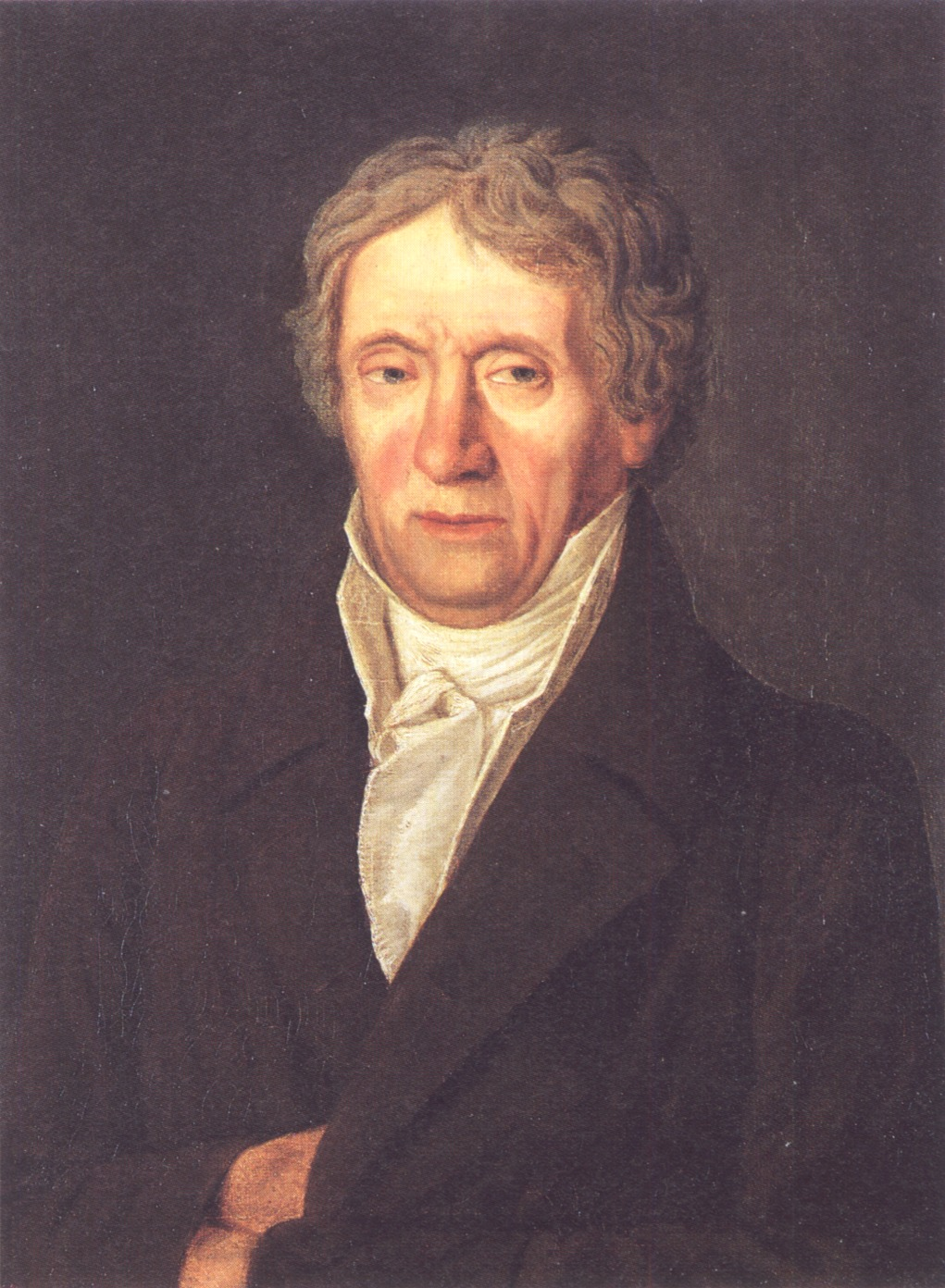
Matthias Metternich, Jakobiner der ersten Stunde in der Gelehrten Lesegesellschaft, ab 1791 Demokratische Lesegesellschaft

Die Frage, ob es zu dem Mainzer Jakobinerklub bereits zu kurfürstlichen Zeiten als Vorgängereinrichtungen zu interpretierende Institutionen gab, wird kontrovers diskutiert. Während dies unter anderem Historiker wie Heinrich Scheel, Walter Grab, Hans Grassl oder Jörg Schweigard eindeutig bejahen, spricht sich Franz Dumont dagegen aus.
Als Vorgängereinrichtung des Mainzer Jakobinerklubs könnte vor allem die Mainzer Gelehrte Lesegesellschaft gelten. Diese wurde 1781/82 mit dem Ziel gegründet, moderne Literatur zu erschwinglichen Preisen zugänglich zu machen und eine Diskussionsplattform zu aktuellen Themen zu bieten. Alleine die 24 politischen Zeitschriften im angebotenen Bestand und eine hohe Anzahl aufgeklärt-liberaler Intellektueller als Mitglieder der Gesellschaft sorgten für eine zunehmende Politisierung der Lesegesellschaft. Dafür spricht auch, dass mit Mathias Metternich, Felix Anton Blau, Anton Joseph Dorsch oder Andreas Joseph Hofmann, allesamt Professoren der kurfürstlichen Universität, spätere führende und als radikal geltende Jakobiner Mitglieder der Lesegesellschaft waren. Als diese sich 1791 aufgrund inhaltlicher Differenzen ihrer Mitglieder über Schriften zur Französischen Revolution spaltete, waren Metternich und sein Kollege Andreas Joseph Hofmann federführend bei der Aufteilung der Lesegesellschaft in eine Aristokratische und eine Demokratische Lesegesellschaft.
Die Mainzer Gruppe der 1785 verbotenen politisch aktiven Illuminatenbewegung war ebenfalls ein Sammelbecken für vorrevolutionäre Aktivitäten. Zahlreiche spätere Mainzer Jakobiner wie beispielsweise der kurfürstliche Polizeibeamte und spätere Maire Franz Konrad Macké hatten hier ihre ersten Kontakte zu den Ideen der Aufklärung. Nach der Aufhebung der Mainzer Illuminatenloge im Februar 1786 gründete sich bereits im Mai desselben Jahres eine geheime „Gesellschaft der Propaganda“, deren Mitglieder sich größtenteils aus ehemaligen Mainzer Illuminaten rekrutierten und deren Aktivitäten denen des sechs Jahre später gegründeten Mainzer Jakobinerklubs größtenteils glichen. So verwundert es auch nicht, dass drei der Gründungsmitglieder des Mainzer Jakobinerklubs aus den Reihen des „Propagandaklubs“ kamen und der Ausschuss für Geschäftsführung und Korrespondenz des Mainzer Jakobinerklubs bis auf eine Person mit denselben aktiven Mitgliedern aus den Kreisen der ehemaligen Illuminaten und Propagandisten besetzt war.
Bekannt ist auch, dass es in Mainz bereits vor 1792 zahlreiche private Zirkel und Kreise gab, in denen vor allem Intellektuelle, aber auch Studenten der kurfürstlichen Universität, die nicht in der „Gelehrten Lesegesellschaft“ zugelassen waren, mehr oder weniger aktiv aufklärerisches und revolutionäres Gedankengut diskutierten.

## Der Mainzer Jakobinerklub

### Gründung

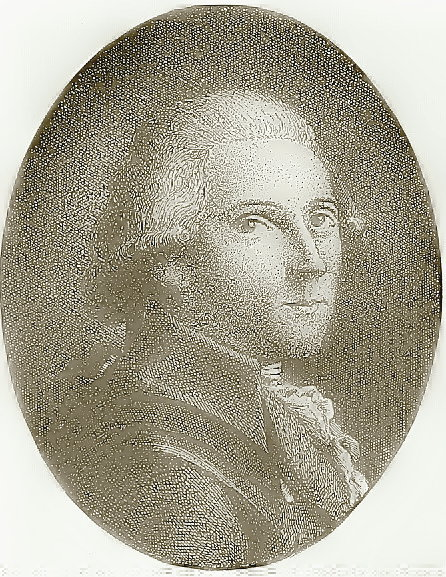
Georg Wilhelm Böhmer, Initiator des Mainzer Jakobinerklubs

Mit der Machtübernahme durch General Custine und der damit beginnenden Zugehörigkeit von Mainz als „Mayence“ zur Ersten Französischen Republik waren alle notwendigen Voraussetzungen für eine politische Betätigung im Sinne der neuen Herren von Mainz geschaffen. Der Wormser Theologe, Kirchenrechtler und ehemalige Universitätsprofessor Georg Wilhelm Böhmer, mittlerweile Custines Sekretär, war mit den französischen Truppen nach Mainz gekommen. Er rief bereits einen Tag später, am 22. Oktober 1792, öffentlich in der „Privilegirten Mainzer Zeitung“, deren Redakteur er gerade geworden war, zur Gründung einer dem Pariser Jakobinerklub gleichenden „Gesellschaft deutscher Freunde der Freiheit und Gleichheit“ auf:

„Heute Abend um 6 Uhr wird eine Gesellschaft deutscher Freunde der Freiheit und Gleichheit aus allen Ständen in dem großen Akademiesaale auf dem hiesigen Schlosse sich durch einen feierlichen Eid verbinden, frei zu leben oder zu sterben. Der Bürger, General Cüstine, hat ihr versprochen, diese Szene im Namen der Frankenrepublik durch seine Gegenwart zu verherrlichen. Der Zutritt steht jedem Deutschen frei, dem das Glück seines Vaterlandes und der an Sklavenketten seufzenden Menschheit ein heiliger Name ist. Nur bemerket man, daß Niemand zugelassen werden kann, der nicht zur Gesellschaft gehört, oder durch Ablegung des genannten Eides ihr beitreten will. Sämmtliche Mitglieder unterzeichnen gleich nach dieser Feierlichkeit ihre Namen unter die Eidesformel in das Protokoll der Gesellschaft, welche sodann durch tägliche öffentliche Sitzungen die Freiheit und Gleichheit der Mainzer – und vielleicht, gebe es Gott! auch die des übrigen Theils der großen deutschen Nation vorbereiten wird.“

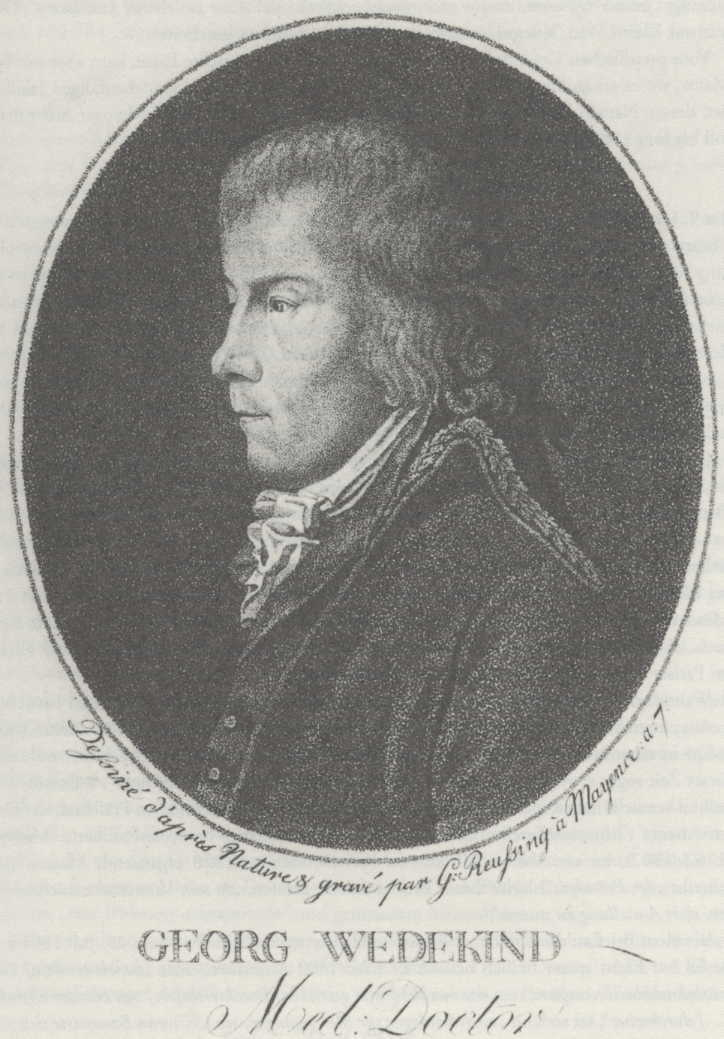
Georg Wedekind um 1800

Vorausgegangen war eine Besprechung am Vortag bei Custines Generaladjutant Stamm, die Böhmer leitete. Custine plante bereits während seines Feldzugs die Gründung revolutionärer Gesellschaften und suchte erfahrene Personen als geeignete Vermittler der Revolutionsideen in diesen Gremien. Ausdrücklich wurden die Aktivitäten Böhmers von ihm gefördert und unterstützt. Auch Geldzahlungen an die gründungswilligen Unterstützer der französischen Sache wurden von Custine über Böhmer veranlasst. Böhmer wiederum berief sich bei seinen Aktivitäten in Mainz mehrfach direkt auf General Custine und handelte offiziell in seinem Namen und Auftrag.
20 Personen, überwiegend aus dem Umfeld der Mainzer Universität, erschienen am Abend des 23. Oktobers 1792 im Akademiesaal des Kurfürstlichen Schlosses. Böhmer erschien in Begleitung des Arztes Georg von Wedekind und des Handelskaufmanns André Patocki. Er eröffnete die konstituierende Sitzung mit der Entschuldigung des Generals Custine, den „dringende Kriegsgeschäfte“ aufhalten würden, und ließ Propagandamaterial verteilen. Es folgte Reden des Hofgerichtsrats Kaspar Hartmann, der sich vom kurfürstlichen Hofbeamten zu einem der kompromisslosesten Mainzer Jakobiner entwickeln sollte, sowie der Professoren Georg Wedekind und Mathias Metternich, in denen vorrangig das alte Regime des Kurfürsten und dessen Aristokraten angegriffen wurden. Danach unterzeichneten die Anwesenden ein gemeinsames Protokoll. Man begrüßte in diesem die Befreiung und die Unterstützung durch die Franzosen, erklärte den förmlichen Zusammenschluss der Gesellschaft der Freunde der Freiheit und Gleichheit und hielt fest, dass man den Straßburger Jakobinerklub um die Zusendung seiner Statuten bitten werde. Mit dem feierlichen Schwur des Aufnahmeeids Frei leben oder sterben! endete diese erste Sitzung des Mainzer Jakobinerklubs.
Zu den Gründungsmitgliedern des Mainzer Klubs gehörten neben Böhmer die Universitätsprofessoren Mathias Metternich, Georg Wedekind sowie Andreas Joseph Hofmann, weitere Professoren und Studenten der Universität, aber auch Kaufleute wie André Patocki oder Georg Häfelin oder Militärs wie Rudolf Eickemeyer. Zum Gründungspräsident wurde bei der nächsten Sitzung am folgenden Tag Georg Häfelin gewählt, sein Stellvertreter wurde Mathias Metternich.

### Wachstum und Höhepunkt

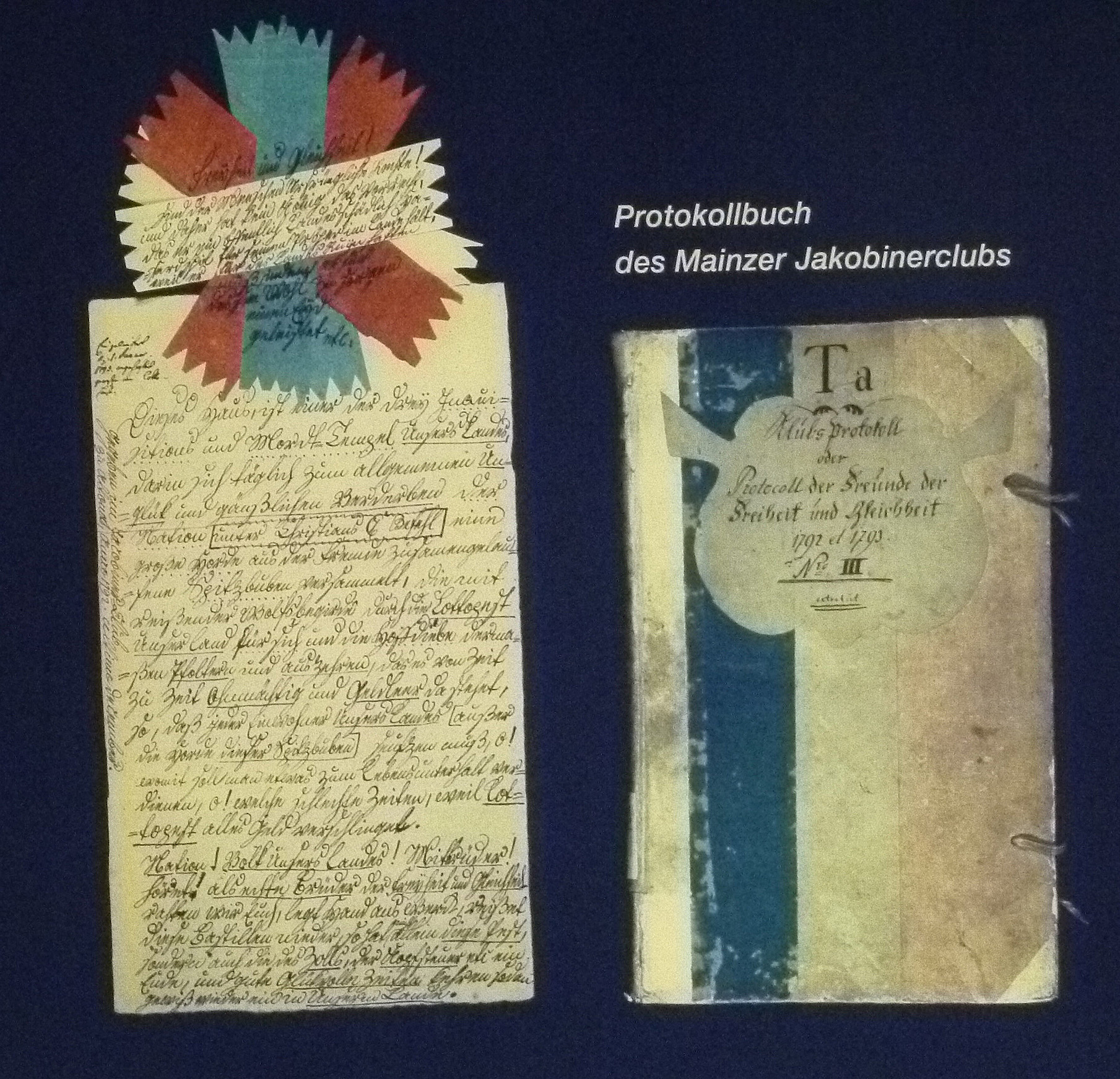
Protokollbuch des Mainzer Jakobinerklubs

Bereits bei der zweiten Sitzung am 24. Oktober, bei der auch General Custine teilnahm und zu den Besuchern sprach, war der Akademiesaal überfüllt. In der darauf folgenden, circa zweiwöchigen Gründungsphase nahm die Anzahl der Mitglieder schnell zu und erreichte bis Ende November 1792 den Höchststand von genau 492 eingetragenen Mitgliedern. In dieser Phase wurde das politische Programm des Klubs in seinen Grundzügen erstellt.
Der Versuch konservativer und gemäßigter Kräfte, den Jakobinerklub lediglich als im Rahmen der nun folgenden Veränderungen passives Diskussionsforum zu nutzen, wurde in dieser Zeit ebenfalls deutlich abgelehnt. Die meisten Mitglieder wollten aktiv an dem nun anlaufenden Demokratisierungsprozess beteiligt sein. Dass sich die Klubmitglieder tatkräftig und aus eigenem Antrieb an Aktionen im Rahmen der gesellschaftlichen Veränderungen beteiligten, zeigte die öffentlichkeitswirksame Eigeninitiative zur Errichtung eines Freiheitsbaumes auf dem Höfchen und die Schaffung eines „Roten Buchs der Freiheit“ und eines „Schwarzen Buchs der Sklaverei“, in das sich die Mainzer Bevölkerung in freier Entscheidung eintragen und somit für oder gegen die Revolutionsideen der Franzosen stimmen sollte.
Zur weiteren Intensivierung der Klubarbeit trugen aus dem Elsass kommende Jakobiner wie beispielsweise Anton Joseph Dorsch, bis 1791 Inhaber eines Lehrstuhls für Philosophie an der Universität Mainz, aus Straßburg bei. Diese waren von Custine zu einem früheren Zeitpunkt zur Unterstützung der neugegründeten Jakobinerklubs im linksrheinischen Gebiet angeworben worden und prägten in der Anfangszeit nachhaltig Struktur, Organisation aber auch propagandistische Außenwirkung des Mainzer Jakobinerklubs. Popularität und Ansehen des Klubs stiegen zudem mit dem späteren Eintritt wichtiger und bekannter Mainzer Persönlichkeiten. Der Eintritt des beim Volk beliebten Polizeikommissars und später zum Maire gewählten Franz Konrad Macké hatte eine wichtige Signalfunktion für das noch wenig vertretene Zunftbürgertum. Der zwei Tage später – nach anfänglichen Vorbehalten und zögerndem Abwägen seiner zukünftigen politischen Haltung – erfolgte Eintritt des weit über die Stadt- und Landesgrenzen hinaus bekannten Forschers und Gelehrten Georg Forster wurde außerhalb von Mainz aufmerksam wahrgenommen.

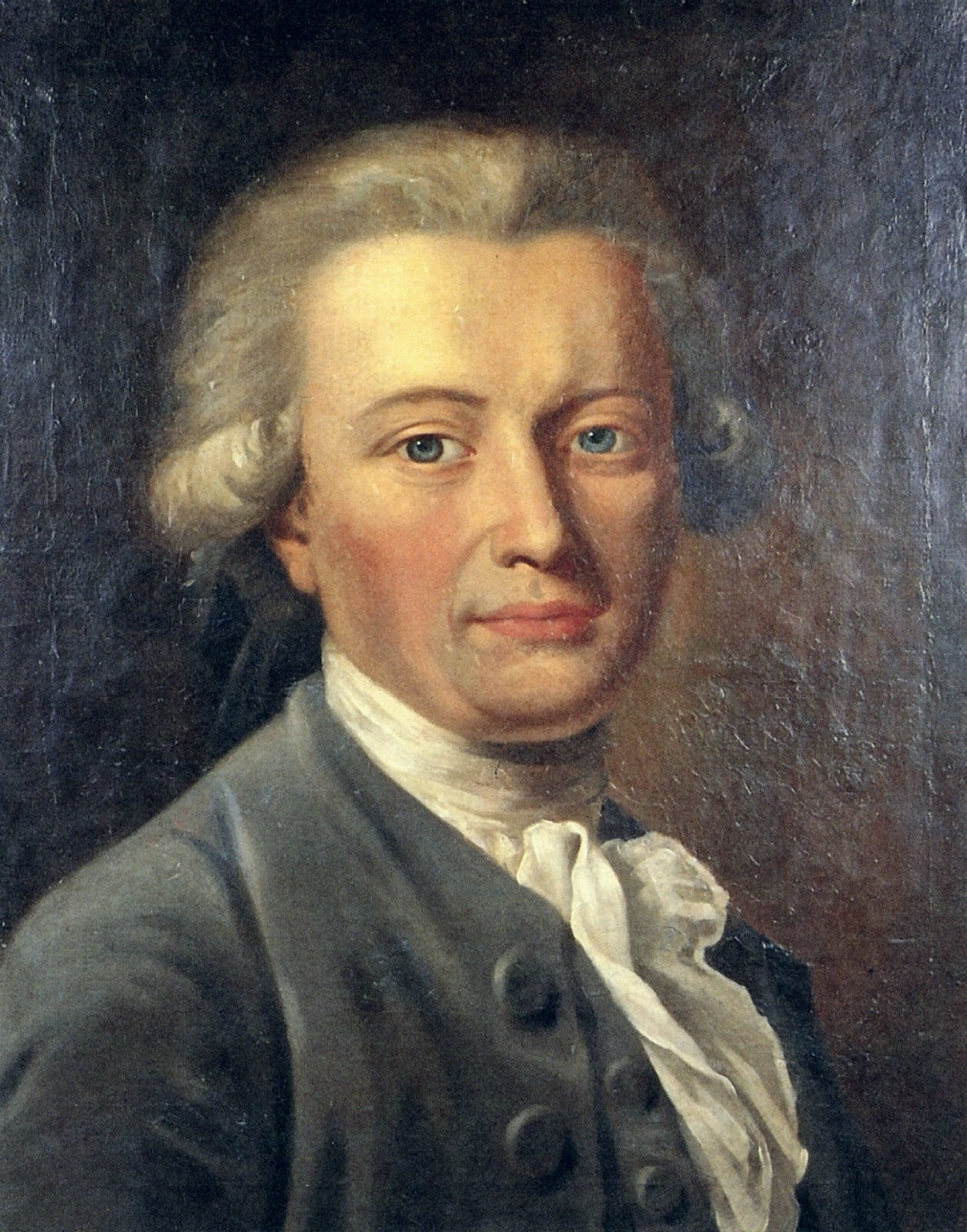
Georg Forster, Gemälde von J. H. W. Tischbein

General Custine berief Mitte November führende Mitglieder des Klubs wie Forster oder Dorsch in hohe Ämter der neu geschaffenen Zivilverwaltung. So wurde beispielsweise Dorsch Präsident der „Allgemeinen Administration“ und damit höchster ziviler Repräsentant im gesamten französischen Besatzungsgebiet. Dieser Zuwachs an Autorität, Ordnungsmacht und Prestige und somit die Wertschätzung Custines für die im Klub aktiven Mainzer Jakobiner und der Höchststand der Mitgliederzahl Ende November mit knapp 500 Mitgliedern zeigen gleichzeitig den Höhepunkt des Wirkens des Mainzer Jakobinerklubs auf.
Ab Anfang Dezember 1792 kam es zu einer Stagnierung des bisher kontinuierlich verlaufenden Mitgliederzuwachses. Maßgeblich dafür verantwortlich waren die ersten militärischen Misserfolge der französischen Revolutionsarmee bei Frankfurt am Main gegen preußische und österreichische Truppen, verbunden mit der Rückeroberung von Frankfurt durch diese. Dazu kam am 13. Dezember 1792 die offizielle Ausrufung des Kriegszustandes für Mayence durch die französische Besatzungsmacht. Die Wahrnehmung der uneingeschränkten Machtbefugnisse durch den Militärrat unter Custine schränkte den Handlungsspielraum der zivilen Verwaltung drastisch ein. Der Mainzer Jakobinerklub wurde in seinen Möglichkeiten stark eingeschränkt und bisherige Sympathisanten und Mitglieder hielten wegen der unsicheren politischen Zukunft nun mehr Distanz zu den Mainzer Jakobinern. Eine weitere, für die Zukunft des Mainzer Jakobinerklubs äußerst negative Entwicklung, begann Ende Dezember 1792. Bereits ab Mitte November 1792 vorhandene unterschiedliche Auffassungen über die Zukunft des linksrheinischen Territoriums und hier vor allem eines möglichen Zusammenschlusses mit Frankreich führten zu internen ideellen und programmatischen Streitigkeiten. Es kam in der Folge zu einer Lagerbildung zwischen einem gemäßigten und einem eher radikal orientierten Flügel der führenden Klubmitglieder. Diese traten nun öffentlich zutage.

### Auflösung, Ende, Neugründung und endgültige Auflösung

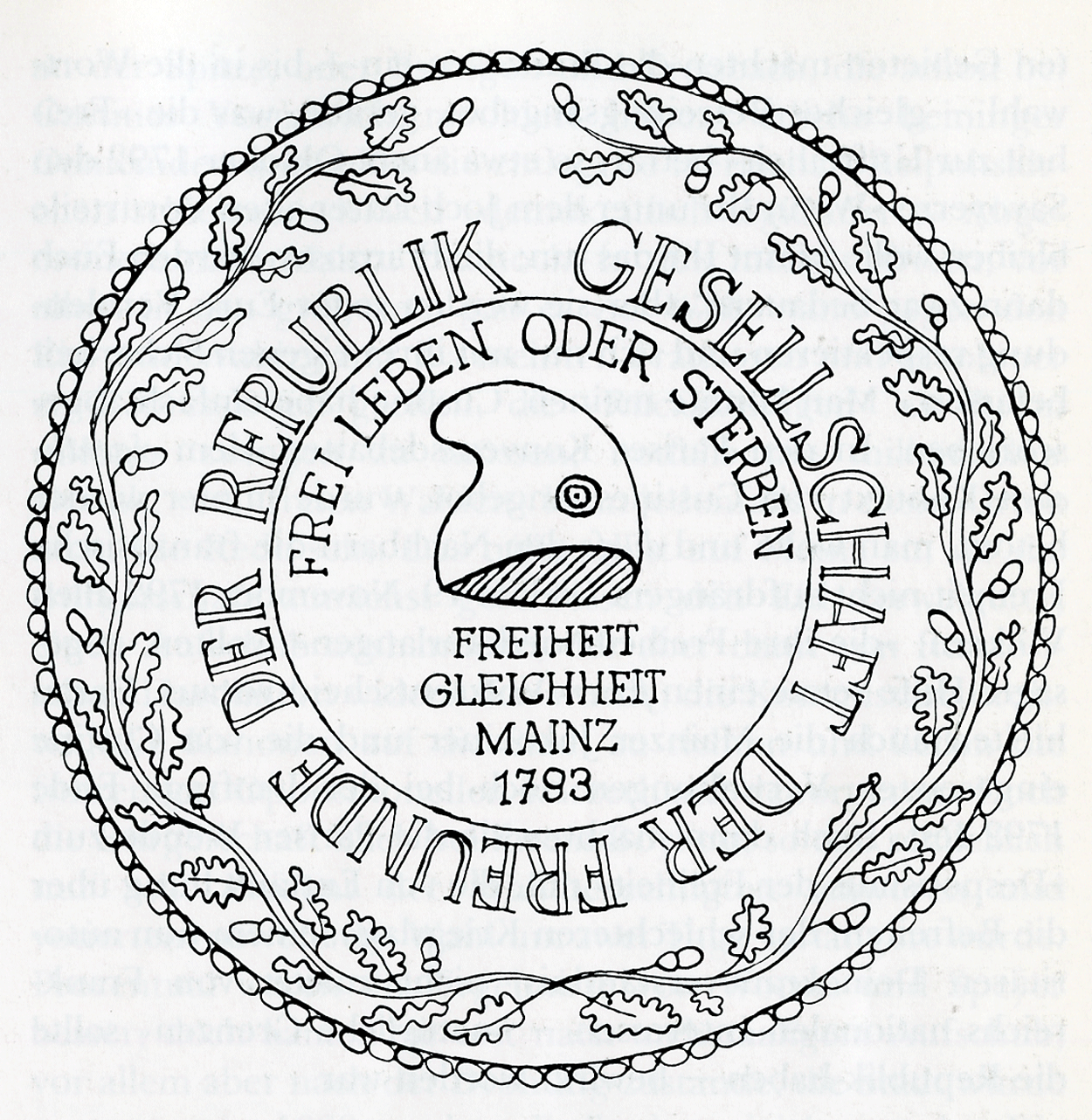
Siegel des zweiten Jakobinerklubs 1793

Der Niedergang des Mainzer Jakobinerklubs setzte sich mit Beginn des Jahres 1793 fort. Es kam zu heftigen, diesmal öffentlich ausgetragenen Streitigkeiten zwischen dem gemäßigten und dem radikalen Flügel des Jakobinerklubs. Die radikal orientierte Klubführung um Dorsch, Wedekind und Böhmer sah sich mit einer wachsenden Opposition bei der Frage über die weitere Vorgehensweise bei der „Revolutionierung“ der Bevölkerung konfrontiert. Bei der Klubsitzung am 10. Januar 1793 sollte deshalb das Thema Warum finden die Grundsätze der Freiheit und Gleichheit so wenig Beifall? diskutiert werden. Es kam zu einem Eklat, als Andreas Hofmann, Sprecher der unzufriedenen Klubmitglieder, reihum Wedekind, Dorsch als Leiter der Allgemeinen Administration, Forster, dessen Stellvertreter, Friedrich Georg Pape, den Vorsitzenden des einflussreichen Korrespondenzausschusses und letztendlich auch die französische Besatzungsmacht scharf angriff. Andreas Hofmann vertrat mittlerweile im Mainzer Jakobinerklub die Interessen der Mainzer Bevölkerung und dort insbesondere die der sozialen Unterschichten. Er wurde am nächsten Tag im Gegenzug von Custine der Verleumdung angeklagt und mit Hinrichtung wegen Verrates bedroht. Die von ihm angegriffenen Klubisten warfen Hofmann postwendend die – allerdings frei erfundene – Kollaboration mit dem Koadjutor und Stellvertreter des Kurfürsten, Karl Theodor von Dalberg, vor. Die Verschärfung dieser internen Streitigkeiten, zunehmende Handlungsunfähigkeit des Klubs, die erstmals so öffentlich vorgetragene Kritik an dem, im deutlichen Gegensatz zum Herbst 1792 stehenden Verhalten der französischen Soldaten und ihrer Führung, all dies führte letztendlich zu einer weiteren Stagnation der „Revolutionierung“ der Bevölkerung, dem Hauptziel des Mainzer Jakobinerklubs.
Diese kam nicht so schnell und nachhaltig voran wie von den Franzosen (und den meisten der deutschen Jakobiner) immer noch gewünscht. Beide, deutsche Jakobiner und die französische Administration, waren enttäuscht von den „Befreiten“, die sich ihrer Ansicht nach zu phlegmatisch verhielten und nicht von sich aus die Initiative zum politischen Kurswechsel ergriffen. Vor allem Forster äußerte sich in privaten Briefen – aber nie öffentlich – über das Unvermögen des Volkes zur eigenen Freiheit: Ich bleibe dabei, daß Deutschland zu keiner Revolution reif ist. … unser rohes, armes, ungebildetes Volk kann nur wüten, aber nicht sich konstituieren.
Von dem am 26. Oktober 1792 durch Custine den Mainzern versprochenen Recht „Euer eigener, ungezwungener Wille soll euer Schicksal entscheiden. Selbst dann wenn ihr die Sklaverei den Wohltaten vorziehen werdet, mit denen die Freiheit euch winkt, bleibt es euch überlassen zu bestimmen, welcher Despot euch eure Fesseln zurückgeben soll.“ war bald nicht mehr die Rede. In einem Dekret des französischen Konvents vom 15. Dezember 1792 kam es zu einem sich bereits vorher schon abzeichnenden Paradigmenwechsel der bisherigen Revolutionspolitik in den besetzten linksrheinischen Gebieten. Das Selbstbestimmungsrecht der befreiten Bevölkerung wurde quasi außer Kraft gesetzt und der Konvent in Paris verstärkte nun seinen Druck in den besetzten deutschen Gebieten, die tatsächlich mehr und mehr den Status von „Kriegseroberungen“ bekamen. Urversammlungen zur Wahl und Einrichtung provisorischer Regierungen und Gerichte sollten durchgeführt werden, um endlich den Prozess der politischen Umbildung nach französischem Vorbild zu kontrollieren und beschleunigen. Der französische Konvent entsandte dazu die drei Konventsmitglieder Nicolas Haussmann, Merlin de Thionville und Jean François Reubell und zwei Nationalkommissare als direkte Abgesandte des Konvents und des Exekutivrats nach Mainz. Letztere vertraten vor Ort in Zusammenarbeit mit General Custine die Interessen der Besatzungsmacht Frankreich bei der zu wählenden provisorischen Regierung. Ihre vorab am gleichen Tag im Konvent beratenen und beschlossenen Instruktionen gaben ihnen weitreichende Vollmachten: die beiden Nationalkommissare sollten unverzüglich alle offen oder geheim agierende reaktionären und gegenrevolutionären Kräfte, insbesondere im Adel und im Klerus, beseitigen. Ihnen oblag die Kontrolle der französischen Besatzungsarmee und die Erforschung und Abstellung von Missständen bei Ausrüstung oder Verpflegung. Weitreichende Vollmachten hatten beide ebenfalls in politischen Fragen bei der noch zu wählenden und konstituierenden Administration in Mainz. Jean-Frédéric Simon, ein elsässischer Intellektueller, und Gabriel Grégoire, sein ebenfalls aus dem Elsass stammender Schwager, wurden am 13. Januar 1793 ernannt und trafen am 31. Januar in Mainz ein.
Zu dieser sich abzeichnenden deutlich strengeren Kontrolle durch Paris kamen zusätzlich militärische Niederlagen der französischen Truppen und das stetige Vorrücken alliierter Truppen (Preußen und Reichstruppen aus verschiedenen Gebieten des Heiligen Römischen Reiches) in Richtung Mainz. All dies führte zu einem drastischen Rückgang der Mitgliedszahlen von 492 Mitgliedern Ende November 1792 bis auf etwa 150 im Februar 1793 und zu einer zunehmenden Bedeutungslosigkeit des Klubs und seiner Aktivitäten.
Der französische Nationalkommissar des „Pouvoir exécutif“, Jean-Frédéric Simon, verkündete schließlich im März 1793 in Mainz die Schließung des Mainzer Jakobinerklubs sowie die gleichzeitige Neugründung einer „Société des Allemands libres“. Diese auf Deutsch „Gesellschaft der Freunde der Republik“ benannte Nachfolgeeinrichtung sollte den bisherigen Klub bei gleichzeitigem Ausschluss der bisherigen gemäßigten Mitglieder ersetzen. Sie sollte, genauso wie ihr Vorbild, der Jakobinerklub in Paris, vornehmlich der inhaltlichen Vorbereitung der parlamentarischen Debatte im Rheinisch-Deutschen Nationalkonvent dienen. Dieser „zweite Mainzer Jakobinerklub“ nahm seine Arbeit im März 1793 auf; ein letztes Lebenszeichen dieser bedeutungslosen Nachfolgeeinrichtung datiert Anfang Mai 1793. Spätestens mit der Einschließung von Mainz im Juni 1793 löste er sich in aller Stille auf. Unmittelbar nach der Rückeroberung von Mainz am 23. Juli 1793 waren viele Klubisten Repressalien der Bevölkerung ausgesetzt, es kam zu Misshandlungen und Plünderungen im Stadtgebiet und vor den Toren der Stadt. Goethe selbst war Augenzeuge solcher Misshandlungen von flüchtenden Klubisten und beschrieb diese später in seinem autobiografischen Werk „Belagerung von Mainz“:

„Einzelne Reisewagen rannten abermals eilig die Straße hin, überall aber hatten sich die Mainzer Bürger in die Chausseegraben gelagert, und wie die Flüchtigen einem Hinterhalt entgingen fielen sie in die Hände des andern. Der Wagen ward angehalten, fand man Franzosen oder Französinnen, so ließ man sie entkommen, wohlbekannte Klubisten keineswegs. Ein sehr schöner dreispänniger Reisewagen rollt daher, eine freundliche junge Dame versäumt nicht, sich am Schlage sehen zu lassen und hüben und drüben zu grüßen; aber dem Postillion fällt man in die Zügel, der Schlag wird eröffnet, ein Erz-klubist an ihrer Seite sogleich erkannt. Zu verkennen war er freilich nicht, kurz gebaut, dicklich, breiten Angesichts, blatternarbig. Schon ist er bei den Füßen herausgerissen; man schließt den Schlag und wünscht der Schönheit glückliche Reise. Ihn aber schleppt man auf den nächsten Acker, zerstößt und zerprügelt ihn fürchterlich; alle Glieder seines Leibes sind zerschlagen, sein Gesicht unkenntlich. Eine Wache nimmt sich endlich seiner an, man bringt ihn in ein Bauernhaus, wo er auf Stroh liegend zwar vor Tätlichkeiten seiner Stadtfeinde, aber nicht vor Schimpf, Schadenfreude und Schmähen geschützt war.“

Etwa hundert der aktivsten Klubisten, darunter beispielsweise Mathias Metternich oder Franz Macké, wurden als Geiseln auf die Festungen Königstein und Ehrenbreitstein verbracht und längere Zeit inhaftiert. Den letzten 39 ehemaligen, mittlerweile auf der Zitadelle Petersberg in Erfurt inhaftierten, prominenten Klubmitgliedern wurde Anfang 1795 die Auswanderung nach Frankreich erlaubt; im Gegenzug wurden dort 1793 deportierten Mainzer Einwohnern die Rückkehr erlaubt. Andere führende Klubisten wie beispielsweise Andreas Joseph Hofmann konnten unbehelligt aus der Stadt gelangen. Viele gingen ins Exil nach Straßburg oder Paris, wo es eine „Societé des Refugiés Mayençais“, eine Vereinigung von exilierten Mainzer Revolutionären gab.
Aber auch die weniger aktiven oder sogar nur passiven Mitglieder des Mainzer Jakobinerklubs waren betroffen. So wurden beispielsweise Handwerker, die Mitglied im Klub waren, auf Betreiben ihrer regimetreuen Kollegen aus ihren Zünften ausgeschlossen. Ehemalige kurfürstliche Beamte oder Inhaber öffentlicher Ämter, die sich im Rahmen der Klubmitgliedschaft öffentlich exponierten, wurden mit verschiedensten Strafen, von Geldstrafen über Suspendierung vom Amt bis hin zur Ausweisung aus dem Kurfürstentum Mainz bestraft. Trotzdem sollten viele dieser „Klubisten“ ab 1798 wieder eine führende Rolle im nunmehr dauerhaft zu Frankreich gehörenden „Mayence“ spielen.

### Organisation
Nach der Konstitution des Klubs wurden in der darauffolgenden Zeit – bis Anfang Dezember 1792 – Organisation und Reglement festgelegt. Diese orientierten sich im Wesentlichen am Vorbild des Pariser und des Straßburger Jakobinerklubs, dem viele deutsche Emigranten angehörten. In der Gründungssitzung wurde unter anderem beschlossen, die Straßburger Jakobiner um ihre Statuten zu bitten. In der zweiten Klubsitzung am 24. Oktober wurde das Präsidium mit dem Kaufmann Georg Häfelin als Präsidenten und Mathias Metternich als Vizepräsident gewählt und beschlossen, prinzipiell öffentlich zu tagen.
Das Präsidium bestand aus dem Präsidenten und dem Vizepräsidenten sowie vier Sekretären, die in vierwöchigem Turnus neu gewählt wurden. Organe des Klubs waren das öffentliche Plenum sowie das nichtöffentliche „Comité général“. Dazu kamen weitere fünf Komitees, deren Installation sich von November 1792 bis Januar 1793 hinzog. Diese widmeten sich unterschiedlichen Aufgaben: der Unterrichts-, Sicherheits-, Ökonomie-, Wohltätigkeits- und Korrespondenzausschuss. Dem Unterrichts- oder auch Belehrungsausschuss („Comité d’instruction“) kam eine besondere Bedeutung zu. Der Ausschuss bestand aus insgesamt 21 Mitgliedern, welche nicht nur die Tagesordnung der Klubsitzungen festlegte, sondern auch eigenständig revolutionäre Propaganda betrieb. Die Bevölkerung sollte im Rahmen von öffentlichen Vorlesungen von Mitgliedern umfassend über Themen wie Verfassung, Recht, Finanzen, Wissenschaft oder Religion aufgeklärt werden. Der Sicherheitsausschuss wurde entsprechend dem Pariser Vorbild zur Bekämpfung von Konterrevolutionären eingerichtet, erwies sich aber auch als wirksames Instrument gegen Opposition inner- und außerhalb des Klubs. Der Wohltätigkeitsausschuss sollte bedürftigen Jakobinern helfen aber auch Personen außerhalb des Klubs, die man damit für die Mitgliedschaft gewinnen wollte. Ebenfalls große Bedeutung hatte der bereits unmittelbar nach Klubgründung eingerichtete Korrespondenzausschuss. Mit Metternich, Wedekind, Patocki, Hofmann, Westhofen und später auch Forster und Pape hochkarätig besetzt, widmete sich dieser Ausschuss in vielfältiger Weise der Korrespondenz auf nationaler und internationaler Ebene. Er war auch für die „Affiliation“, die Verbrüderung des Mainzer Jakobinerklubs mit den Klubs in Straßburg und insbesondere in Paris zuständig; ein Vorgang, der dem Mainzer Jakobinerklub zum einen großen Prestige- und Autoritätsgewinn bescherte und zum anderen psychologisch für die Mainzer Jakobiner sehr wichtig war.
Mitglieder konnten Männer ab dem 18. Lebensjahr, ab Anfang November ab dem 24. Lebensjahr werden. Von der Mitgliedschaft ausgenommen waren bestimmte soziale und Berufsgruppen wie Knechte, Tagelöhner und generell Frauen. Ein potentieller Aufnahmekandidat musste von einem Jakobiner „proporniert“ und von fünf weiteren Mitgliedern befürwortet werden. Erhoben dann in drei aufeinanderfolgenden Sitzungen nicht mehr als elf Mitglieder des Jakobinerklubs Einspruch, galt der Kandidat als aufgenommen.
Ein wesentlicher Aspekt der Tätigkeit des Mainzer Jakobinerklubs war sein prinzipiell öffentliches Wirken. Alle Sitzungen des Klubs waren gemäß einem am zweiten Tag seines Bestehens gefassten Beschluss öffentlich. Tagte man anfangs jeden Abend im Akademiesaal des Kurfürstlichen Schlosses, traf man sich später nur noch an vier Abenden pro Woche. Als Anfang Dezember 1792 das Schloss zum Lazarett umfunktioniert wurde, zog der Klub in das „Comödienhaus“ um.

### Größe und Zusammensetzung

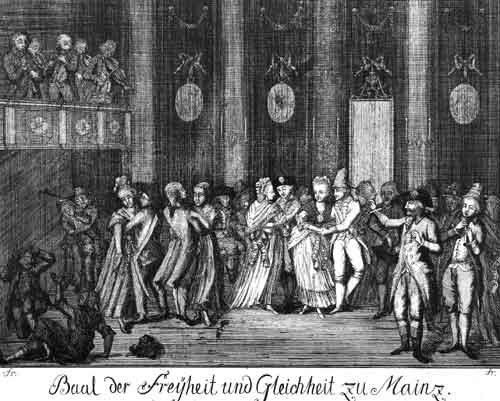
Festveranstaltung im Akademiesaal des ehemaligen Kurfürstlichen Schlosses

Mit insgesamt 492 registrierten Mitglieder wies der Mainzer Jakobinerklub – auch im Vergleich zu später folgenden gleichartigen Einrichtungen in den ebenfalls französisch besetzten Städten Speyer und Worms – eine beachtliche Größe auf. Die etwa 450, in Mainz ansässigen, Klubmitglieder kamen aus dem Kreis der circa 7000 zum Eintritt berechtigten Mainzer Einwohner. Von den insgesamt 23.000–25.000 Einwohnern von Mainz im Jahr 1792 waren dies nur Männer über dem 18., später 24. Lebensjahr. Frauen und jüngeren Männern war der Eintritt in den Klub nicht erlaubt. Damit betrug der Grad der politischen Organisation innerhalb der Bevölkerung circa 6 %, ein Wert, den vergleichbare französische Organisationen oder heutige politische Parteien selten erreichen.
Die schriftlich registrierten Mitglieder des Mainzer Jakobinerklubs setzten sich aus fast allen Schichten der Mainzer Bevölkerung zusammen. Nach den Formalitäten, die der offiziellen Aufnahme vorausgingen, trugen sich die neuen Mitglieder in eine ausgelegte Mitgliederliste ein, die von dem Notar Johann Baptist Bittong für den Klub geführt wurde. Diese Mitgliederliste, später im Hauptstaatsarchiv in Darmstadt aufbewahrt, war bis zu ihrer Vernichtung im Zweiten Weltkrieg die einzige authentische Quelle über die Mitglieder des Mainzer Jakobinerklubs. 50 Mitglieder des Jakobinerklubs waren Franzosen. Das prominenteste Mitglied war General Custine selbst, der allerdings erst am 18. November 1792 – aus kriegsbedingten Gründen wie er angab – dem Klub beitrat.
Die mit circa 45 % zahlenmäßig größte, allerdings fast durchweg passive, Einzelgruppe bildeten kleinere Kaufleute und Handwerksmeister und -gesellen als Vertreter des Zunftbürgertums. Vertreter des Bildungsbürgertums und Intellektuelle wie Professoren, Geistliche, Ärzte, Juristen und Studenten folgten mit 21 %. Ihnen folgte mit gleicher Stärke die Gruppe der ehemals kurfürstlichen Beamten und der Französischen Bürger mit jeweils 10 %. 8 % der Klubmitglieder gaben bei ihrem Eintritt keine Berufsbezeichnung an, zu ihnen gehörten beispielsweise oft auch Bauern. Verschwindend gering war der Anteil der großbürgerlichen Handelskaufleute, die sich dem Mainzer Jakobinerklub fernhielten.

#### Professoren und andere Intellektuelle
Obwohl nur etwa jedes fünfte Mitglied des Jakobinerklubs zu dieser Gruppe gehörte, war ihr Einfluss auf dessen Aktivitäten überproportional groß. Fast alle der vor Oktober 1792 bereits politisch aktiven Professoren wie Wedekind, Metternich, Eickemeyer, Hofmann waren entweder direkt bei der Gründung des Jakobinerklubs beteiligt oder traten diesem bald bei. Mit dem international bekannten Forscher und Schriftsteller Georg Forster, der erst Anfang November dem Jakobinerklub beitrat, gewann die Institution zusätzlich an Renommee.
Bis auf wenige Ausnahmen stellte die Gruppe der Professoren und Intellektuellen, wie beispielsweise der Jurist, Verleger und Publizist Christoph Friedrich Cotta, den Präsidenten und Vizepräsidenten des Mainzer Jakobinerklubs.

#### Studenten der Universität Mainz

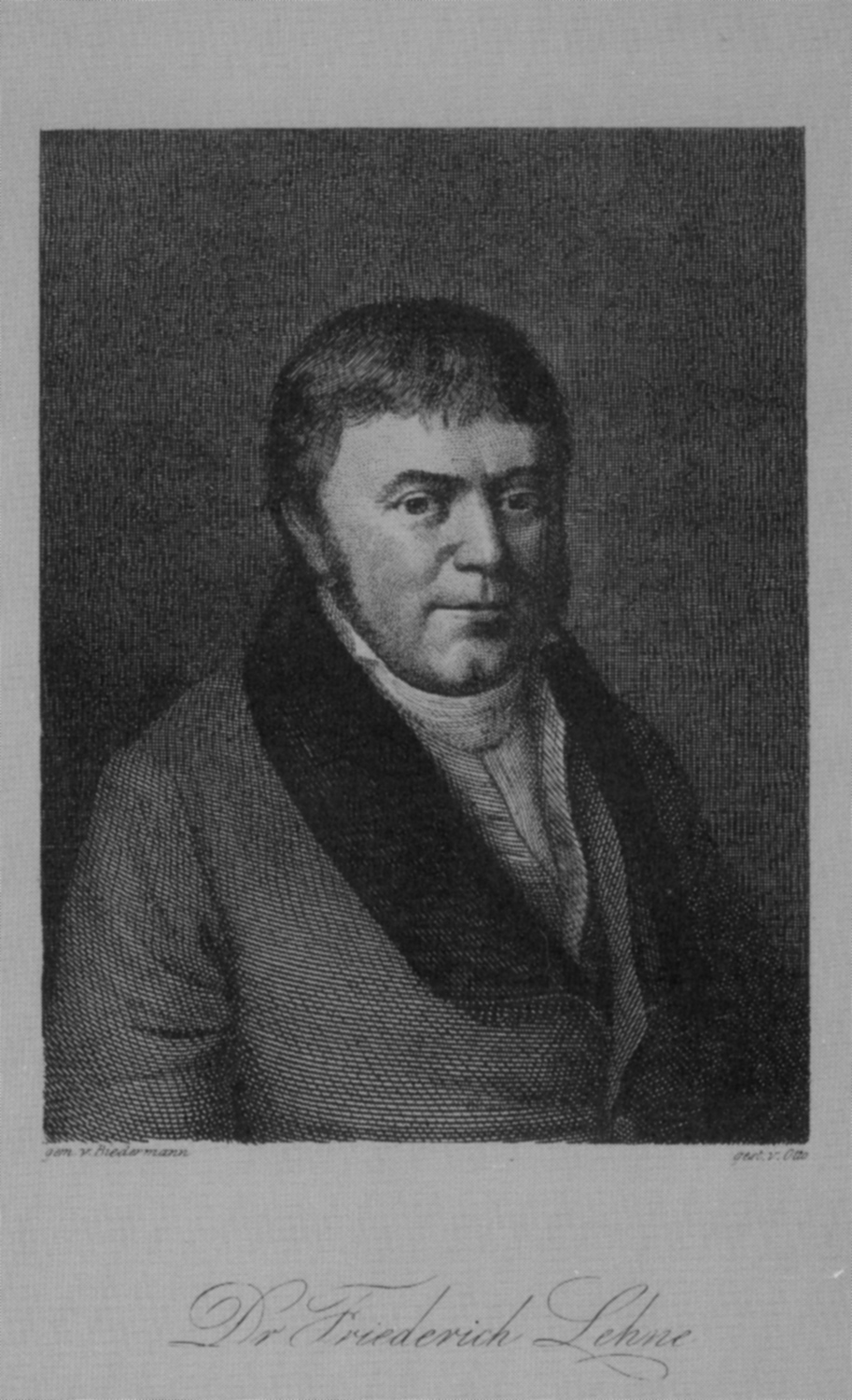
Friedrich Lehne

Mit der Gründung des Klubs traten auch zahlreiche Studierende aus dem Umfeld Metternichs, Wedekinds und Hofmanns in den Klub ein. Das Eintrittsalter dort betrug anfangs 18 Jahre und wurde auf Vorschlag Dorschs trotz heftiger Proteste der jüngeren, überwiegend studierenden, Mitglieder am 7. November 1792 auf 24 Jahre hochgesetzt. Damit wurden zahlreiche Studierende von der Mitgliedschaft ausgeschlossen, die vorher eingetretenen konnten aber im Klub verbleiben.
Von diesen Studierenden sind vor allem Nikolaus Müller und Friedrich Lehne zu nennen, die bereits im Vorfeld politisch aktiv waren und schnell Karriere machten. Auch der Jurastudent Dominik Meuth war Gründungsmitglied und gab später zusammen mit dem ehemaligen Hofgerichtsrat Kaspar Hartmann den „Fränkischen Beobachter“ heraus.

#### Kurfürstliche Beamte
Zu den Mitgliedern des Mainzer Jakobinerklubs zählten auch teils hohe kurfürstliche Hofbeamte. Der Anteil der Beamtenschaft bei der Gesamtzahl der Mitglieder betrug circa 11 %. So war der kurfürstliche Hofgerichtsrat Kaspar Hartmann bereits bei der Gründung des Klubs beteiligt und hielt bei dessen Gründungstreffen am 23. Oktober 1792 eine Rede für die „Wiederauferweckung der bisher unterdrückten Menschenrechte und (die) Einführung von Freiheit und Gleichheit“ und griff führende Mainzer Aristokraten an. Auch der frühe Eintritt des kurfürstlichen Mainzer Polizeikommissars Franz Konrad Macké wurde von der Mainzer Bevölkerung aufmerksam registriert.

#### Großkaufleute
Wie bereits geschrieben, war deren Anteil an den Mitgliedern äußerst gering. Einer der führenden Vertreter dieser kleinen Gruppe war allerdings der Handelskaufmann André Patocki. Er gehörte bereits in kurfürstlichen Zeiten zu dem prorevolutionären Kreis um Mathias Metternich und war Gründungsmitglied des Mainzer Jakobinerklubs. Zu dessen erstem Präsidenten wurde am 24. Oktober 1792, dem zweiten Tag seines Bestehens, bewusst der Kaufmann Georg Häfelin gewählt. Dieser hatte, zusammen mit Mathias Metternich als Vizepräsident, das Amt bis zum 24. November 1792 inne. Patocki und Häfelin spielten auch in der späteren Mainzer Munizipalität eine wichtige Rolle. Acht Tage nach der Konstituierung trat der 24-jährige jüdische Geldmakler Nathan Maas dem Jakobinerklub bei. Er begleitete auch den Zug, der vier Tage später, am 3. November 1792 den ersten Freiheitsbaum in Mainz auf dem Höfchen aufstellte. Am selben Tag, an dem er den Eid auf die revolutionäre Verfassung leistete, trat Maas im Frühjahr 1793 wieder aus dem Jakobinerklub aus. Für seine Unterstützung der revolutionären Umtriebe wurde er Ende 1794 auf kurmainzischem Gebiet verhaftet und eingekerkert und 1796 aus Mainz ausgewiesen.

#### Handwerker
Die noch in Zünften organisierten Handwerker stellten zusammen mit Kleinkaufleuten und niederen Beamten des kurfürstlichen Staates mit 45 % die größte Einzelgruppe der Klubmitglieder. In dieser Gruppierung waren die rund 200 jakobinischen Handwerker dominierend, in den organisierten Zünften repräsentierten sie jedoch lediglich 10 % der Zunftbürger. Die zahlenmäßige Dominanz der Handwerker schlug sich jedoch nicht in der Führungseben des Mainzer Jakobinerklubs nieder. Hier dominierten Intellektuelle wie Professoren, Publizisten, Studenten oder höhere Beamte des Kurfürstentums.

### Politisches Wirken
Viele der führenden Klubmitglieder waren bereits im Vorfeld der Klubgründung im Sinne der französischen Revolution politisch engagiert. Mit der Gründung des Mainzer Jakobinerklubs und der Protegierung durch General Custine wurden diese Aktivitäten nun gebündelt, intensiviert und im weiteren Verlauf auch über die Stadtgrenzen hinausgetragen. Der Mainzer Jakobinerklub wurde zum wichtigsten Organ der Mainzer Jakobiner und das wichtigste Instrument der französischen Besatzungsmacht zur politischen Mobilisierung der Bevölkerung. Seine Hauptaufgabe sah dieser in der Aufklärung, Information und natürlich der Revolutionierung der Mainzer Bevölkerung. Dazu nutzten die aktiven Klubmitglieder vor allem die öffentlichen Versammlungsabende im Akademiesaal des Kurfürstlichen Schlosses. Dort wurden, vor Klubmitgliedern und – zu Hochzeiten des Klubs – bis zu 1000 Besuchern, politische Reden gehalten und diese teilweise auch gleich ausgedruckt kostenlos verteilt oder später verkauft.
Führende Mitglieder des Jakobinerklubs wie beispielsweise Mathias Metternich besuchten in ihrer Funktion als „Abstimmungskommissar“ (Sub-Commissair) Ende 1792/Anfang 1793 Ortschaften rund um Mainz und warben dort für die Ideen der Französischen Revolution sowie konkreter für die Errichtung einer Republik nach Pariser Vorbild und die Annahme der „fränkischen Konstitution“. Die von der Allgemeinen Administration, bestehend aus neun Mitgliedern des Klubs, initiierte Abstimmung über eine neue Konstitution und eine neue Staatsform (Mainzer Republik) war der letzte und – bezogen auf die stimmfähigen Bürger – konkreteste Ansatz der Revolutionierung. Im Rahmen dieser Verfassungsabstimmung unterstützten die Mainzer Jakobiner massiv und mit persönlichem Einsatz die Aktivitäten vor Ort, dies allerdings mit sehr unterschiedlichem Erfolg.
Bei den folgenden Wahlen der Ortsvorstände (in Mainz wurde ein Maire samt Stellvertreter gewählt) und Abgeordneten des Rheinisch-Deutschen Nationalkonvent, dem Parlament der angestrebten Mainzer Republik, vom 24. bis 26. Februar 1793 waren die Mitglieder des Mainzer Jakobinerklubs allerdings wenig vertreten. In den Namenslisten der Mainzer Wahlsektionen wurden insgesamt lediglich 168 Klubmitglieder und 15 vermutete Klubmitglieder verzeichnet, die in Summe 49 % der Gesamtwähler ausmachten. Da im gesamten Mainzer Stadtgebiet, gemessen an den 4626 stimmberechtigten Bürgern, nur 8 % (372 Bürger) zur Wahl gingen, ist es den aktiven Klubmitgliedern von ihrer Seite her nicht gelungen, ihre eigenen Mitglieder oder gar die stimmberechtigte Bevölkerung politisch zu mobilisieren. Im Gegenteil, die Wahlen wurden von dem größten Teil der wahlberechtigten Mainzer Bevölkerung – in deutlichem Gegensatz zu den anderen großen Städten Worms und Speyer – als Ausdruck einer bewussten politischen Demonstration boykottiert.
Die politische Arbeit des mittlerweile aufgelösten Klubs wurde von dessen führenden Mitgliedern später in anderen Bereichen des öffentlichen und politischen Lebens weitergeführt. In der Munizipalverwaltung waren von Maire Macké abwärts alle gewählten Personen ehemalige, in der Regel führende, Klubmitglieder. Im Rheinisch-Deutschen Nationalkonvent wurden mit Andreas Joseph Hofmann als Präsident und Georg Forster als Vizepräsident führende Mitglieder des Klubs gewählt. Ebenso waren von 45 Kandidaten, die überhaupt Stimmen bekamen, alle bis auf zwei ehemalige Klubmitglieder.
Die politische Haltung des Mainzer Jakobinerklubs zu der Besatzungsmacht Frankreich und deren Zielen war während seiner aktiven Zeit durchaus ambivalent. War man anfangs noch in fast allen revolutionären Zielen mit den Franzosen einer Meinung, änderte sich dies zum Ende des Jahres 1792. Ein eher radikaler Flügel im Jakobinerklub um Wedekind, Dorsch, Pape und Metternich sah eine Verwirklichung der revolutionären Ideen und Ziele nur in unbedingter Zusammenarbeit mit den Franzosen zu erreichen. Ein möglichst enger Anschluss an Frankreich, aus dem nach der Gründung der Mainzer Republik eine Reunionsadresse mit Frankreich werden sollte, und der Rhein als Grenze der Republik gegenüber dem aristokratisch-despotischen Deutschland wurde von diesem Flügel verfochten. Der eher gemäßigte Teil des Mainzer Jakobinerklubs, zu denen beispielsweise Hofmann und Macké gehörte, dachte hier eher pragmatisch. Man sah einerseits die fehlende Unterstützung durch die Bevölkerung, insbesondere der Bauern und der Zunftbürger, andererseits die immer mehr zunehmende Gewalt und Restriktion durch die französische Besatzungsmacht, insbesondere auch durch die Armee. Hofmann und Macké vertraten in ihren jeweiligen Ämtern auch eher die Interessen der Mainzer Bevölkerung gegenüber der französischen Besatzungsmacht als ihre radikaleren Kollegen im Klub.
Trotz aller Querelen bildete die Arbeit der Mainzer Jakobiner und – zu einem späteren Zeitpunkt – die Zugehörigkeit von Mainz und Rheinhessen zu Frankreich einen Ansatzpunkt für die politische und gesellschaftliche Haltung der Bevölkerung im Südwesten Deutschlands in späteren Versuchen einer liberal-demokratischen Entwicklung Deutschlands. Das Hambacher Fest 1832 wurde nicht zufällig von Bürgern ausgerichtet, welche in einem deutlich liberaleren System als das übrige Deutschland politisch und gesellschaftlich aktiv waren oder aufwuchsen. Wichtige Bestandteile des Systems waren als Rheinische Institutionen bekannt und betrafen in erster Linie die aus der französischen Zeit übernommene liberale Gesetzgebung und Rechtsprechung. Teils waren Jakobiner der ersten Stunde wie Georg Friedrich Rebmann oder Franz Konrad Macké als Bürgermeister in Mainz zu dieser Zeit noch aktiv, teils waren es bereits Vertreter der nächsten oder übernächsten Generation wie Germain Metternich, Sohn von Mathias Metternich oder Franz Heinrich Zitz, Enkel des Klubisten Jakob Schneiderhenn. Und so konnte noch 1833, genau 40 Jahre nach der Auflösung des Mainzer Jakobinerklubs, der österreichische Staatskanzler und Namensgeber des Metternichschen Systems Klemens Wenzel Lothar von Metternich über Mainz sagen: „Mainz ist ein fürchterliches Jacobiner-Nest.“

## Gegenrevolutionäre Publizistik zum Mainzer Jakobinerklub

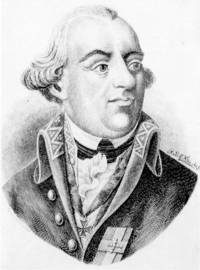
Porträt des kurmainzischen Staatsmannes und Generalfeldzeugmeisters Franz Joseph von Albini

Die zeitgenössische Betrachtung des Mainzer Jakobinerklubs durch die gegenrevolutionären Kräfte ist in der Regel gleichzusetzen mit der der Mainzer Jakobiner und oft auch verbunden mit dem Themenkomplex der Mainzer Republik. Konservative Kräfte im gesamten Reichsgebiet begannen eine „gegenrevolutionäre Publizistik“, die stark personalisiert war und oftmals direkt führende Jakobiner des Mainzer Klubs angriff. Diesen wurde Verrat, Undank und auch mangelnde Moral vorgeworfen. Die kampflose Übergabe der mächtigen Reichsfestung Mainz an die Franzosen konnte, so der Tenor der Publizistik, nur durch Verrat erklärt werden. Hier wurde vor allem Rudolf Eickemeyer in seiner Eigenschaft als Mitglied des Militärrats und Führer der Kapitulationsverhandlungen mit Custine angegriffen. Georg Wedekind beschuldigte man, die Pläne der Mainzer Festungswerke bei einem Besuch Custines in Nierstein verraten zu haben.
Dem am meisten verbreiteten Vorwurf des Undanks gegenüber dem kurfürstlichen Gönner waren Wissenschaftler wie beispielsweise Georg Forster oder der mittellos nach Mainz gekommene Mathias Metternich ausgesetzt. So wurde Georg Forster von dem unter dem Pseudonym Gottlob Teutsch schreibenden Franz Joseph von Albini, seines Zeichens kurmainzischer Hofkanzler und Minister, in einem gegenrevolutionären Pamphlet 1793 als „wahre Schmarotzerpflanze auf Mainzer Boden“ bezeichnet.
Mangelnde Moral und sittliches Fehlverhalten wurde vor allem den revolutionsbegeisterten und stark exponierten Klerikern wie Anton Joseph Dorsch oder Felix Anton Blau zuteil, da diese unter anderem das Zölibat gebrochen hatten. Bei der immer noch konservativen und streng katholischen Bevölkerung von Mainz und Rheinhessen fanden diese, oft voyeuristisch und exzessiv überzogenen und ausgeweiteten Vorwürfe durchaus Aufnahme und schwächten vor allem die Position des Politikers Dorsch. Weitere Motive der gegenrevolutionären Publizistik waren auch konfessionelle Vorurteile, die ebenfalls bei der katholischen Bevölkerung auf viel Akzeptanz stießen. Georg Forster und Georg Wedekind, beide Protestanten und führende Repräsentanten des Mainzer Jakobinerklubs, sind hier zu nennen. Ein antirevolutionäres Druckwerk brachte dies auf folgende Aussage: „Fremd sein und Protestant – das war die beste Empfehlung bei Hofe!“
Subtiler und weniger direkt waren die Vorwürfe, die Mainzer Revolutionsbegeisterung sei von – zumeist landfremden – Intellektuellen, allen voran Professoren und Studenten der kurfürstlichen Mainzer Universität, vorangetrieben worden. Diese hätten nicht nur den sie fördernden Kurfürsten ent- und getäuscht, sondern hätten als Fremde auch keinerlei Interesse an Mainz und dem Wohlergehen der Einwohner. Hier spielten die konservativen Publizisten erfolgreich auf die in Mainz des späten 18. Jahrhunderts verbreitete latente Xenophobie sowie auf den sozialen Neid der einfachen Stadtbevölkerung gegenüber diesen bis vor kurzem kurfürstlich ausgiebig protegierten Außenseitern an.
Eine umfangreiche Anzahl an konterrevolutionären Flugblättern speziell in den ländlichen Gebieten verunsicherte auch die Landbevölkerung. Ihnen wurde bei Kollaboration mit den Franzosen und Jakobinern der spätere Verlust ihres Eigentums angedroht; eine Drohung, die zusammen mit dem immer rigideren Vorgehen der französischen Armeeführung und ihrer Soldaten bei der Requirierung von Nahrungsmitteln durchaus Wirkung zeigte.

## Rezeption
Die umfangreiche Gegenpublizistik konservativer Kräfte im Reich gegenüber den führenden Jakobinern des Mainzer Jakobinerklubs in den Jahren 1792 und 1793 sieht Franz Dumont gekennzeichnet durch „ein hohes Maß an Diffamierung, ja Dämonisierung der Gegner“ und durch „polemische Übertreibungen“. Die Bezeichnung von Menschen als „Klubisten“ wurde zu einem geflügelten, ausschließlich pejorativ verwendeten Begriff. Man bediente sich, der revolutionären Propaganda folgend, Flugblätter und gedruckter Schriften aller Art, die großzügig und in großen Mengen unter dem Volk, auch linksrheinisch, verteilt wurden.
Nach dem Ende der Mainzer Republik und des Klubs nahmen diese Aktivitäten ein schnelles Ende. Erst ab Mitte des 19. Jahrhunderts und einige Zeit nach der Revolution von 1848/1849 beschäftigte man sich wieder mit diesem Kapitel der Mainzer und der gesamtdeutsch-französischen Vergangenheit. In der deutschen Historiographie dominierten über einen Zeitraum von fast 100 Jahren im Wesentlichen kritische Stimmen zur Mainzer Republik und deren Protagonisten, den Mainzer Jakobinern. Auch im Zuge der Deutsch-französischen Erbfeindschaft dominierten bis zum Ende des Zweiten Weltkriegs Schlagworte wie „Franzosenherrschaft“, „Franzosenanhänglichkeit“ oder „Klubisterei“ die oft auch regionalgeschichtlichen Publikationen. Mainzer Historiker wie Karl Klein, der in seinem Werk Geschichte von Mainz während der ersten französischen Okkupation 1792–1793 1861 über die Zeit schrieb, in der „unser Land in die Hände des Erbfeindes geriet“ oder Karl Georg Bockenheimer unter anderem mit seiner Publikation von 1896 über Die Mainzer Klubisten der Jahre 1792 und 1793 sind hier zu nennen. Als Beispiel für die überregionale und negativ besetzte Bewertung der Mainzer Jakobiner sei auf die von Heinrich von Treitschke in seiner Deutschen Geschichte verwendete Formulierung und Reduzierung der Jakobiner auf „eine Handvoll lärmender Feuerköpfe“ verwiesen, die überdies Vaterlandsverrat begingen.
Die Stationen der deutsch-französischen Beziehungen zwischen 1850 und 1945 und insbesondere die enge Verflechtung von Mainz und dem linksrheinischen Gebiet mit Frankreich nach dem Ersten Weltkrieg (Französische Besetzung des Rheinlands, Rheinischer Separatismus) prägten auch weiterhin die Sicht und sorgten immer wieder für das Wiederaufleben negativ besetzter, von der ursprünglichen gegenrevolutionären Sicht geprägten Parallelen zur Mainzer Republik. Eine Ausnahme hierbei bildete das ab 1931 erschienene vierbändige Werk Quellen und Geschichte des Rheinlands im Zeitalter der Französischen Revolution von Joseph Hansen, das in seinem zweiten Band auch auf andere Quellen zur Mainzer Republik einging.
Auch nach dem Zweiten Weltkrieg war das Bild der Mainzer Republik und ihren Protagonisten, den „Klubisten“ in der Historiographie und durch die konservativen Historiker eher negativ geprägt. In ersterem Fall wurde die revolutionärsgeschichtliche Episode der kurzlebigen Mainzer Republik mit ihrer Institution Jakobinerklub als unbedeutend und daher nicht erwähnenswert befunden. Auch die führenden Jakobiner in Mainz wurden entweder noch mit den herkömmlichen und unverändert übernommenen pejorativen Attributen der Gegenrevolution bezeichnet, so beispielsweise Helmut Mathy, der Anton Joseph Dorsch noch 1967 in seiner Arbeit Anton Joseph Dorsch (1758–1819). Leben und Werk eines rheinischen Jakobiners als „verstockt und selbstsüchtig in seinem Charakter“ beschreibt, oder waren kein Thema historischer Wissenschaftsarbeit. Erst mit Beginn der 1970er Jahre wurde auch der Mainzer Jakobinerklub mit seinen Mitgliedern Gegenstand der Forschung. In der DDR widmete man sich schon in den 1960er Jahren aus politisch-ideologischen Gründen dem Thema. Diese Arbeit gipfelte in dem dreibändigen Werk von Heinrich Scheel Die Mainzer Republik, deren zweiter Band sich unter anderem ausführlich den Protokollen der Sitzungen des Mainzer Jakobinerklubs widmet. Es ist heute weitgehend Konsens der Historiker, dass die Quellenarbeit Scheels, insbesondere in dem genannten Bereich, vorbildlich sei, viele der Schlussfolgerungen daraus allerdings gemäß der politisch-ideologischen Ausrichtung seiner Arbeit überholt sind.
Durch Anregungen aus dem Milieu der Intellektuellenszene der Sozialdemokratie und der Arbeiterbewegung aber auch beispielsweise von dem Bundespräsidenten Gustav Heinemann, der aufrief, nach den Wurzeln des deutschen Demokratismus zu suchen, beschäftigte man sich in der Zeit nach 1968 und mit Hilfe einer neuen und weniger konservativ geprägten Historikergeneration erneut mit dem Thema, diesmal aber aus einer eher sozial-liberalen und arbeiterhistorischen Perspektive. Diese neuen Forschungsarbeiten standen oft im Gegensatz zur klassisch-geprägten etablierten Forschung.
Ein weiteres Grundlagenwerk zu dem Themenkomplex ist das 1982 erstmals erschienene und 1992 überarbeitete und neu aufgelegte Buch von Franz Dumont Die Mainzer Republik von 1792/93. Dumont analysiert hier unter anderem auch ausführlich den Mainzer Jakobinerklub, seine Zusammensetzung und sein politisches Werk. Für ihn waren der Mainzer Jakobinerklub und seine Aktiven „das unbestrittene Zentrum aller Bemühungen um die Einführung der Demokratie“ und bei dem Prozess der durch die Franzosen angestoßenen politischen Mobilisierung der neuen Untertanen die „tragenden und gestaltenden, bisweilen auch die drängenden Kräfte“. Auch konstatiert Dumont dem Mainzer Jakobinerklub eine zum Ende des 20. Jahrhunderts (bei Historikern) kaum noch umstrittene Bedeutung als erste organisierte Gruppe deutscher Demokraten und Vorform einer politischen Partei. Gescheitert sei der Mainzer Jakobinerklub allerdings als Vertretung der „kleinen Leute“ oder der „werktätigen Masse“. Schuld daran waren zum einen die Diskrepanz zwischen der zahlenmäßig geringen aber politisch führenden Schicht der Intellektuellen einerseits und der im Verhältnis dazu deutlich größeren Anzahl der allerdings politisch nicht aktiven Handwerker andererseits. Und bei der Landbevölkerung war die Unterstützung des Klubs durch eine Mitgliedschaft mit 2 % (das heißt, weniger als zehn Mitglieder der Gesamtanzahl Mitglieder) bei der Gruppe der Bauern quasi nicht existent.

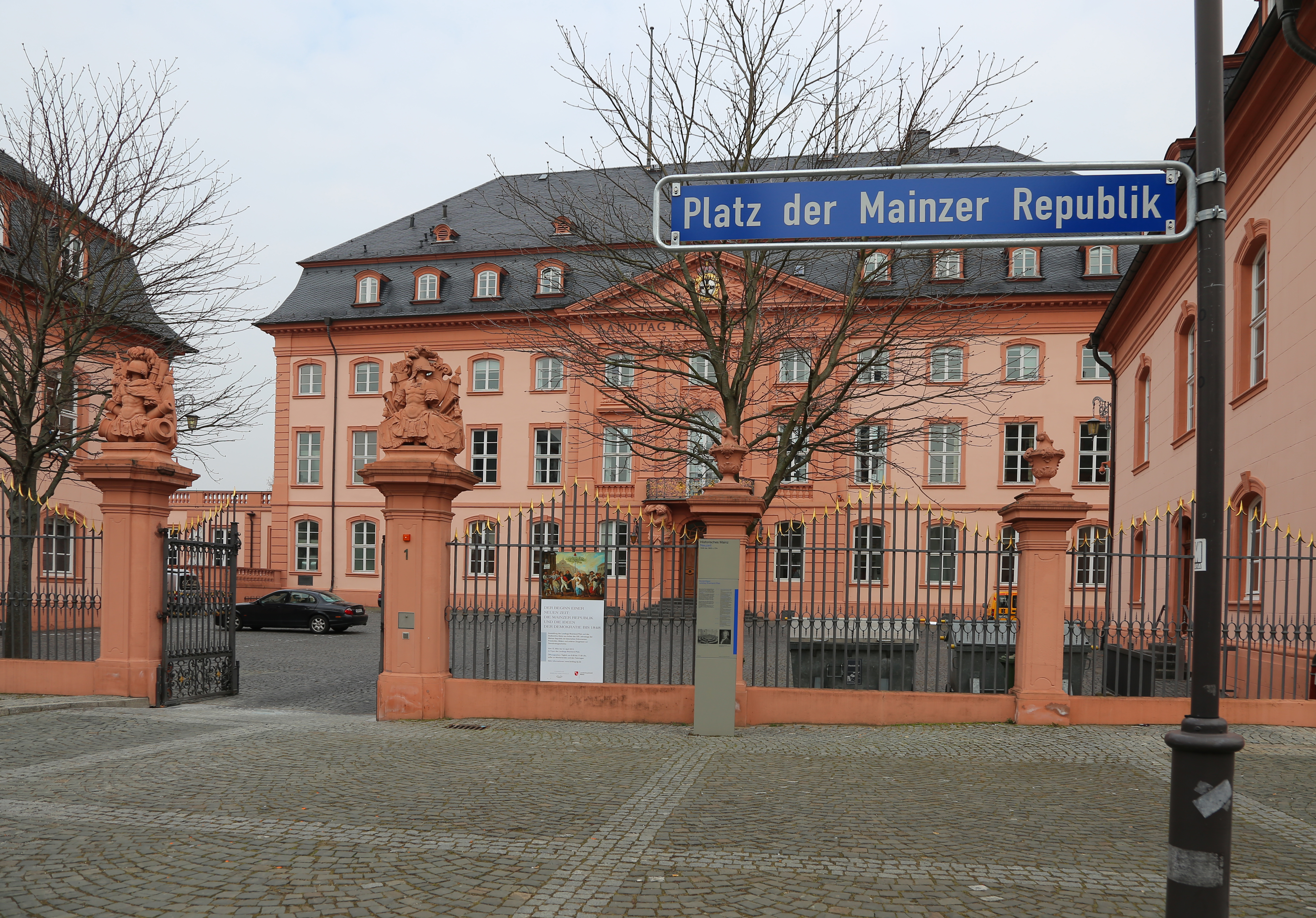
„Platz der Mainzer Republik“.

In größerem Umfang wurde über die Mainzer Republik und deren Protagonisten wieder 2013 diskutiert. Im Vorfeld der 220-Jahr-Feier der Ausrufung der Mainzer Republik am 17. März stellte der Ortsbeirat Altstadt in Mainz den Antrag zur Umbenennung des Deutschhausplatzes in „Platz der Mainzer Republik“. Dieser Antrag wurde in der Öffentlichkeit teilweise kontrovers diskutiert, wobei auch hier wieder die Frage der Legitimation und des Demokratieverständnisses der Mainzer Republik und ihrer Gründer, der Mainzer Jakobiner, diskutiert wurde. Nachdem der Mainzer Stadtrat mehrheitlich der Umbenennung zustimmte, wurde diese pünktlich zum 17. März 2013 und damit genau 220 Jahre nach Ausrufung der Mainzer Republik an gleicher Stelle vollzogen. Mit Franz Dumont fand sich ein prominenter Befürworter der Umbenennung, der kurz vor seinem Tod dazu in der Mainzer Tagespresse ausführlich Stellung nahm.